# 土星の六角形

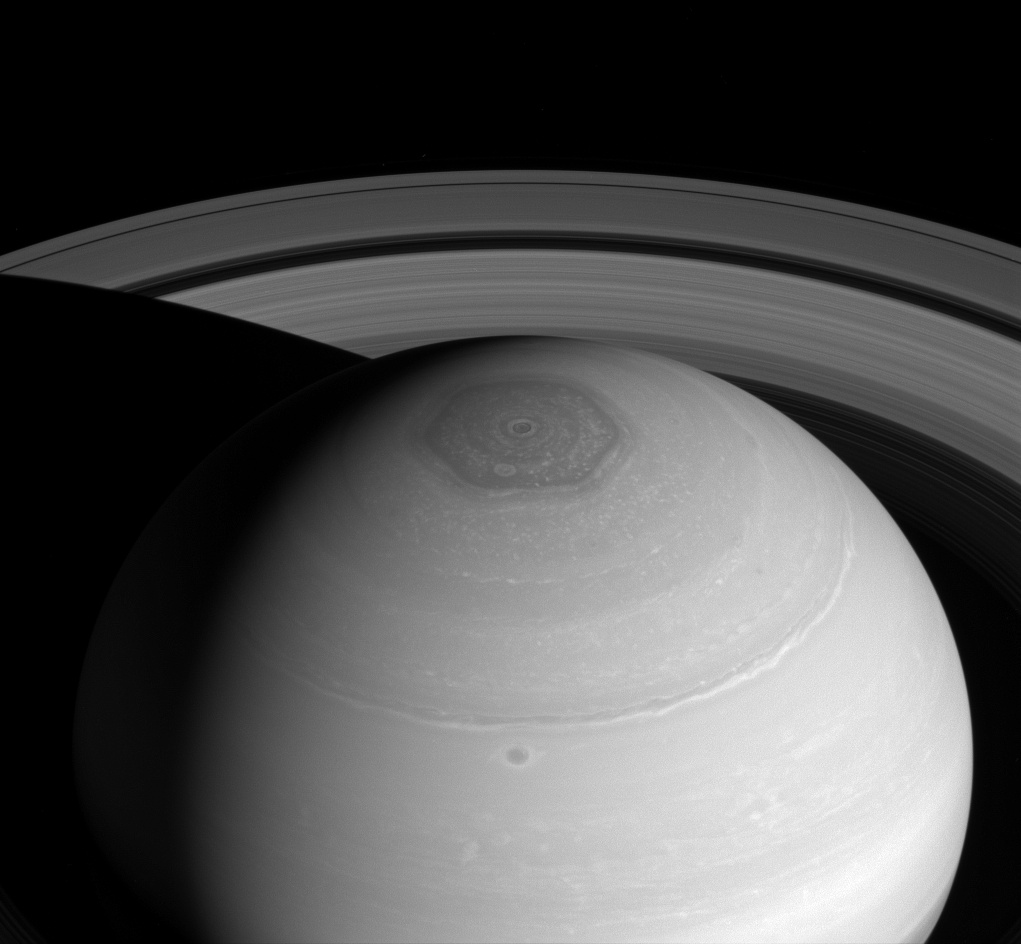
土星の北極に見える六角形および渦（カッシーニ撮影、2014年4月2日）

土星の六角形（どせいのろっかくけい、英: Saturn's hexagon）とは、土星の北極付近、北緯約78度に位置する持続的な六角形の雲の模様である。この六角形の1辺の長さは約14,500 kmで、地球の直径（約12,700 km）よりも大きい。この六角形は、幅が29,000 kmよりもわずかに大きく、高さは300 kmに達し、320 km/h (89 m/s)で移動する大気が発生させるジェット気流である可能性がある。六角形は土星の内部からの電波放射と同じ周期の10時間39分24秒で回転する。六角形は目に見える大気中のその他の雲のように経度が移動しない。
土星の六角形は1981年のボイジャー計画の間に発見され、後の2006年にカッシーニ・ホイヘンスによって再訪された。カッシーニ計画の間、六角形の色は主に青色からより金色に変化した。ハッブルの観測によれば、土星の南極は六角形を持たない。しかしながら、南極は渦は持ち、北極の六角形の内側にも渦が存在する。六角形の雲の模様についての複数の仮説が立てられている。

## 発見
土星の北極の六角形の発見は1981年のボイジャー計画によって成され、2006年にNASAのカッシーニ計画で再訪された。
カッシーニは2009年1月に太陽光が六角形を通過するまで、熱赤外線画像を撮影することしかできなかった。カッシーニは土星と同じ速度で移動している間に六角形の気象模様の動画を撮影することもでき、したがって六角形の動きのみを記録した。発見後、そして太陽光の下に戻ってきた後、アマチュア天文家は地球からこの六角形を示す画像を何とか得た。

## 色

2013年および2017: 六角形の色の変化

2012年から2016年の間、六角形の色は主に青色からより金色に変化した。この現象に対する1つの説明は、季節の変化によって北極が太陽光にさらされ、太陽光がもやを作っているというものである。これらの変化はカッシーニ軌道船によって観測された。

## 六角形の形状に対する説明

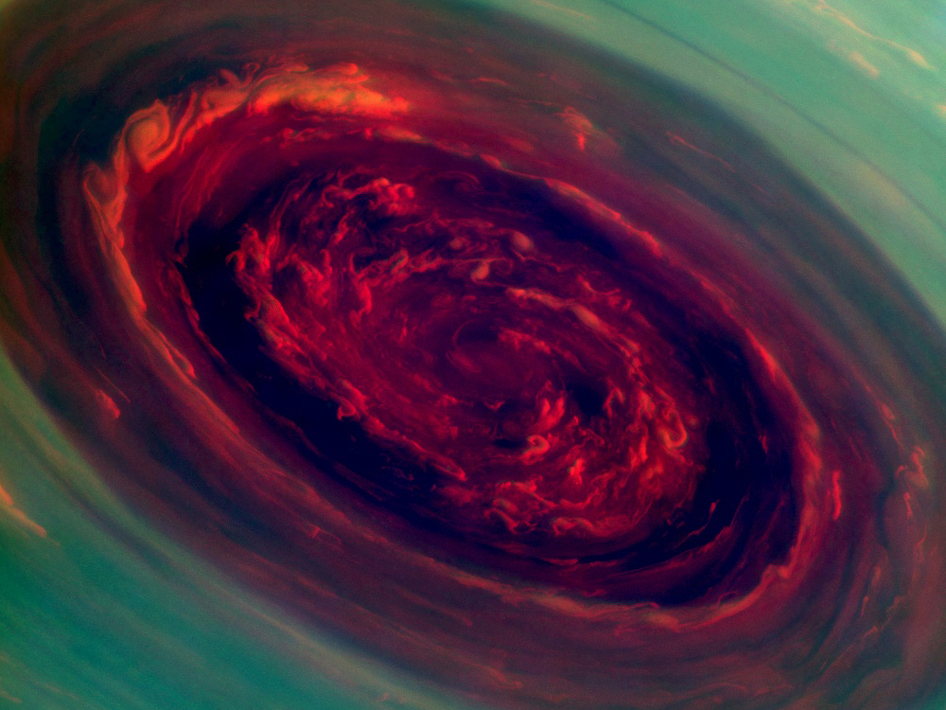
カッシーニ探査機からの疑似カラー画像

オックスフォード大学の研究者らによって立てられた1つの仮説は、土星の大気中の風の速度に急な緯度勾配が存在する場所で六角形が形成される、というものである。同様の正多角形は、実験室において円形の液体タンクが中心と外縁において異なる速度で回転された時に作り出された。最も一般的な形状は六角形であったが、三角形から八角形も作り出された。これらの形状は異なる速度を持った2つの異なる回転流体の間の乱流の領域に作られる。似た大きさの多くの安定な渦が流体の境界のより遅い（南）側で作られ、これらは互いに相互作用してそれら自身を外周に均等に配置する。渦の存在は境界を北側に移動させ、これが多角形効果を生じさせる。多角形は、速度の差と粘度のパラメータが特定の範囲内にない限り風の境界で形成されないため、土星の南極や木星の極といった他の起こりそうな場所には存在しない。
別の研究者らは、実験室の研究は、土星の六角形で観測されない渦放出を示した、と主張している。シミュレーションは、土星の支配的な雲のように同方向の浅く、遅く、局所的に曲がりくねったジェット気流が土星の六角形の観測された挙動と同じ境界安定性を一致させることができることを示した。
土星の北極の六角形周極ジェットと北極渦 (NPV) システムの発展中の順圧不安定は観測された六角形に類似した長寿命構造を生み出した。これは多くの論文において研究されたジェットのみのシステムには当てはまらない。北極渦 (NPV) は、したがって、六角形ジェットを安定化するための決定的な動的役割を果たしている。近年論文において土星の南極の渦システムの起源であることが示唆された湿潤対流は、順圧の回転する浅い水モデルの枠組みで研究されており、結論を変えることはない。